# Longins Avdjukevičs
Longins Avdjukevičs (ros. Лонгин Иванович Авдюкевич, Łongin Iwanowicz Awdiukiewicz; ur. 1 listopada 1916, zm. 8 stycznia 1988 w Rydze) – szef KGB Łotewskiej SRR (1963–1980).
Od 1940 członek WKP(b), w 1940 brał aktywny udział w ustanawianiu radzieckiej okupacji na Łotwie i sowietyzacji Łotwy. Instruktor powiatowego komitetu partii komunistycznej w Dyneburgu, dyrektor kombinatu przemysłowego, po ataku Niemiec na ZSRR ewakuowany do obwodu gorkowskiego (obecnie obwód niżnonowogrodzki). 1942–1944 komisarz oddziału partyzanckiego, później brygady, sekretarz podziemnego łatgalskiego komitetu okręgowego partii komunistycznej. Po ponownym zajęciu Łotwy przez ZSRR sekretarz partyjny w Dyneburgu i I sekretarz komitetu partyjnego w Rzeżycy, od 1951 kierownik wydziału KC KPŁ, członek KC i zastępca członka Biura KC KPŁ, 1955 skończył Wyższą Szkołę Partyjną przy KC KPZR. Od 1955 zastępca przewodniczącego, a od stycznia 1963 do 21 listopada 1980 przewodniczący KGB Łotewskiej SRR w stopniu generała majora. Deputowany do Rady Najwyższej ZSRR od 7 do 10 kadencji.

## Odznaczenia
- Order Lenina
- Order Rewolucji Październikowej
- Order Czerwonego Sztandaru (dwukrotnie)
- Order Wojny Ojczyźnianej I klasy (dwukrotnie)
- Order Czerwonego Sztandaru Pracy